# Maizery
Ne pas confondre avec la commune voisine de Maizeroy.
Maizery est une commune déléguée de Colligny-Maizery et une ancienne commune française située dans le département de la Moselle.

## Géographie
Village situé entre Metz et Courcelles-Chaussy.

## Toponymie
- Maiserei/Maiseri (1252), Mayzericq (1252), Maixerey (1404), Mezeris (XVIIe siècle), Meziéry (XVIIe siècle), Meseci (1606), Mazery (1610), Mezery (1756), Macheringen (1915–1918 et 1940–1944).

## Histoire
- Dépendait du Pays messin (Haut-Chemin).

Elle fusionne le 1er juin 2016 avec la commune de Colligny pour former la commune nouvelle de Colligny-Maizery où l'ancienne commune devient une commune déléguée.

## Blasonnement
Chevronné d’or et d’azur de huit pièces au franc-quartier d’argent chargé d’un cheval gai de sable.

## Politique et administration

### Liste des maires successifs
| Période                                  | Période     | Identité             | Étiquette | Qualité |
| ---------------------------------------- | ----------- | -------------------- | --------- | ------- |
| an VIII                                  |             | Michel Champigneules |           |         |
| mars 1983                                | mars 2001   | André Rossi          |           |         |
| mars 2001                                | 2006        | Alexandra Barbas     |           |         |
| 2006                                     | 31 mai 2016 | Hervé Messin         | s.é.      |         |
| Les données manquantes sont à compléter. |             |                      |           |         |

### Liste des maires délégués successifs
| Période                                  | Période  | Identité     | Étiquette | Qualité |
| ---------------------------------------- | -------- | ------------ | --------- | ------- |
| 1er juin 2016                            | En cours | Hervé Messin | s.é.      |         |
| Les données manquantes sont à compléter. |          |              |           |         |

## Démographie
L'évolution du nombre d'habitants est connue à travers les recensements de la population effectués dans la commune depuis 1793. Pour les communes de moins de 10 000 habitants, une enquête de recensement portant sur toute la population est réalisée tous les cinq ans, les populations de référence des années intermédiaires étant quant à elles estimées par interpolation ou extrapolation. Pour la commune, le premier recensement exhaustif entrant dans le cadre du nouveau dispositif a été réalisé en 2004.

En 2015, la commune comptait 381 habitants, en évolution de +104,84 % par rapport à 2009 (Moselle : +0,52 %, France hors Mayotte : +2,11 %).
| 1793 | 1800 | 1806 | 1821 | 1836 | 1841 | 1861 | 1866 | 1871 |
| ---- | ---- | ---- | ---- | ---- | ---- | ---- | ---- | ---- |
| 72   | 62   | 73   | 85   | 110  | 111  | 86   | 74   | 68   |

| 1875 | 1880 | 1885 | 1890 | 1895 | 1900 | 1905 | 1910 | 1921 |
| ---- | ---- | ---- | ---- | ---- | ---- | ---- | ---- | ---- |
| 69   | 70   | 64   | 59   | 60   | 53   | 56   | 53   | 44   |

| 1926 | 1931 | 1936 | 1946 | 1954 | 1962 | 1968 | 1975 | 1982 |
| ---- | ---- | ---- | ---- | ---- | ---- | ---- | ---- | ---- |
| 54   | 50   | 48   | 57   | 64   | 35   | 50   | 59   | 58   |

| 1990 | 1999 | 2004 | 2006 | 2009 | 2014 | 2015 | - | - |
| ---- | ---- | ---- | ---- | ---- | ---- | ---- | - | - |
| 80   | 127  | 149  | 153  | 186  | 195  | 381  | - | - |

## Lieux et monuments
- Village ancien, typiquement lorrain

### Édifice religieux
- Église détruite ; le clocher roman[5] XIIe siècle a disparu au début du siècle[Lequel ?].

- Il n'y a de nos jours pas d'église à Maizery[6]. Les paroissiens se rendent à l'église dans les villages voisins de Silly-sur-Nied, Ogy et Pange.

## Personnalités liées à la commune
- Joseph Gabriel Lapointe (1767-1850), colonel de la Révolution et de l'Empire, chevalier de l'Empire, officier de la Légion d'honneur, né à Rémilly, et mort à Maizery.
- Marie Joseph Henri Lapointe (1845-1899), capitaine au 2e régiment de cuirassiers, médaille militaire (1870), chevalier de la Légion d’honneur (1889), né à Maizery[7].